# Simthali
Simthali (en népalais : सिम्थली) est un comité de développement villageois du Népal situé dans le district de Kavrepalanchok. Au recensement de 2011, il comptait 1 731 habitants.